# Agnosticismo débil
El agnosticismo débil, también llamado agnosticismo empírico o agnosticismo suave, es la postura agnóstica que considera que el conocimiento sobre la existencia de Dios es posible, pero que la humanidad aún no lo ha logrado. La diferencia con el agnosticismo fuerte es que en este último se cree que el conocimiento sobre la existencia de Dios es inalcanzable para la humanidad.
No hay consenso sobre si las personas que dicen desconocer si es posible el conocimiento sobre Dios son agnósticos débiles. En todo caso se trata de un problema semántico, y parece ser que hace falta un mejor término para estas personas.
Las personas que afirman la posibilidad del conocimiento sobre Dios, a menudo indican la alta sofisticación y penetración de la naturaleza que ha logrado la ciencia Física. Al mismo tiempo suelen convalidar el conocimiento filosófico como evidencia a favor o en contra de la existencia de Dios.